# Mordecai Meirowitz
 (juillet 2010).
Si vous disposez d'ouvrages ou d'articles de référence ou si vous connaissez des sites web de qualité traitant du thème abordé ici, merci de compléter l'article en donnant les références utiles à sa vérifiabilité et en les liant à la section « Notes et références ».
Mordechai Meirovitz, né en 1930, est un auteur de jeux de société israélien d'origine roumaine dont le jeu Mastermind.

## Biographie
En 1971, il invente le jeu de réflexion Mastermind.